# Lista de episódios de Naruto Shippuden (18.ª temporada)
Esta é uma lista de episódios da décima oitava temporada de Naruto Shippuden, sua exibição teve início em 01 de outubro de 2015 e finalizou em 28 de abril de 2016, compreendendo do episódio 432 ao 458. É a primeira, e até o momento a única, temporada a ser composta apenas por fillers ou semi-fillers.
| # | Título                                         | Estreia    |
| --- | ---------------------------------------------- | ---------- |
| 432 | "O Ninja Perdedor" "落ちこぼれ忍者"            | 1/10/2015  |
| (Filler) A história se passa em que a família de Naruto Minato e Kushina sobrevivem ao ataque do Kyuubi. Agora, cada um genin é instruído por seus Senseis a fazerem treinamentos. Naruto não é odiado pelas pessoas pelo fato de ser filho do Hokage. Parte do episódio também se passa como se fosse um exame Chunin. |                                                |            |
| 433 | "De Saída: A Missão de Busca" "出撃・探索任務" | 8/10/2015  |
| (Filler) Os outros times são designados para uma missão de resgate, mas cada Jounin acaba sendo capturado deixando a kunai de Minato para trás. O Time 7 depois é emboscado por Hidan e coloca Naruto em um ritual, que depois o faz sofrer. Depois o Time 10 dão de cara com o time Jiraiya Konan, Yahiko e Nagato. |                                                |            |
| 434 | "Time Jiraiya" "チーム・ジライヤ"              | 15/10/2015 |
| (Filler) Hidan acha que conseguiu pegar Naruto, mas na verdade era um Kage Bushin criado por Naruto e toma um Naruto Rendan. Tentáculos aparece para pegar Sakura, mas era um despistamento para levar Kakashi, sendo que este já tinha sido pego. O Time 10 ainda tem de lidar com o time Jiraiya Konan, Yahiko e Nagato, mas estes recuam. O grupo de Guy se encontra com o time Kakashi. O grupo de Asuma dá de cara com dois garotos e tenta abordá-los, mas Nagato imprime seu chacra, lembrando do dia que seus pais foram mortos por ninjas de Konoha que faz desmoronar a casa onde estão. Shikamaru acha que não sobrou nada devido ao chacra imprimido por Nagato. |                                                |            |
| 435 | "As prioridades" "優先順位"                    | 22/10/2015 |
| (Filler) Shikamaru suspende a missão de resgate dos garotos para procurar seus senseis, até ver uma mulher mãe dos garotos rezando num templo pelo deus Mashimo. Shikamaru investiga e vê que realmente existe algo estranho. Depois encontram uma passagem secreta e vê o time Jiraiya confrontando um grupo de monstros tentando proteger os garotos, até eles se intervirem. Em algum outro lugar, o grupo de Guy e Kakashi são atraídos por um ninjutsu revelando seus senseis capturados. Naruto vai atrás e Neji vai logo em seguida. Depois de serem atraídos, eles dão de cara com um ninja mascarado que possui Byakugan e conhece o Neji e revela seu real segredo. |                                                |            |
| 436 | "O Homem Mascarado" "仮面の男"                 | 5/11/2015  |
| (Filler) O time Asuma e o time Jiraiya confrontam as tais criaturas e depois salvam os garotos. Depois de salvarem os garotos, eles depois entram em confronto, mas são intervistos pelo time Kurenai, que faz o time Jiraiya se retirar. O ninja mascarado revela parte do passado de depois de Neji ser derrotado por Naruto no exame Chunin e afirma ser capaz de mudar o destino dos Hyuuga. |                                                |            |
| 437 | "O poder selado" "封印されし力"                | 12/11/2015 |
| (Filler) Jiraiya se adentra no esconderijo de Orochimaru. O ninja mascarado detém os pontos de chacra de Naruto e Neji segue o ninja mascarado deixando Naruto para trás. O mascarado se comunica com o time Jiraiya. Sasuke e Sakura são atraídos por Sasori Hiruko e Sasuke é atingido por uma ponta envenenada. Lee e Ten Ten são perseguidos por tarjas explosivas. Em algum lugar, Naruto vê Jiraiya. |                                                |            |
| 438 | "Regras ou Amigos" "掟か、仲間か"              | 19/11/2015 |
| (Filler) Sakura confronta o Sasori Hiruko e consegue fazer um pequeno dano e recua. Depois ela extrai o veneno de Sasuke e ele relembra de quando tinha aulas com o pai. Os times Asuma e Kurenai se encontram com Lee e Ten Ten, em que os ataques das kunais com tarjas explosivas é cessado. Sasori Hiruko volta e cria um ataque de cem marioietes. Todo o pessoal da folha, exceto Neji e Naruto se reúne. Depois, Jiraiya recupera o fluxo do chacra de Naruto e ele comenta de quando esteve treinando o Rasengan com o pai. Com a ajuda de Geratora, Jiraiya libera parte do chacra da nove caudas que faz Naruto assumir o manto da nove caudas até a quarta cauda. |                                                |            |
| 439 | "A Criança da Profecia" "予言の子"             | 26/11/2015 |
| (Filler) Diante do poder da fera de nove caudas, acaba sendo demais para Jiraiya dar conta e acaba sendo ferido. Em algum lugar, o pessoal lida com as cem marionetes, além de outras marionetes que tem de lidar. Enquanto Naruto estava com manto da fera com caudas até a quarta cauda, em seu subconsciente ele lembra do treinamento com Minato e acaba voltando ao normal. Jiraiya manda Naruto onde está seus amigos e cria um exército de Bushins com cada um Rasengan e destrói todas as marionetes restando apenas Sasori Hiruko que foge. Naruto é reconhecido pelos seus companheiros pelo jutsu que aprendeu com seu pai. Neji acredita que seus amigos esteve lutando por seus companheiros e reconhece que o mascarado diante dele é seu pai Hizashi Hyuuga. |                                                |            |
| 440 | "O Pássaro Engaiolado" "籠の鳥"                | 3/12/2015  |
| (Filler) Neji depois se reúne com seus colegas e conta do tal teste. Hizashi depois dispersa Hidan, Kakuzu e Sasori Hiruko e pede a Konan, Yahiko e Nagato para conduzir o grupo de garotos aos Jounins e Konan usa suas borboletas de papel para levar o grupo de garotos aos outros Jounins. Eles chegam aonde estão os Jounins numa cidade vazia. O tal mascarado finalmente se revela como Hizashi Hyuuga e revela ser um reencarnado revivido por Orochimaru e parece não conseguir sair do jutsu e revela a razão do porque expô-los a tal provação. Neji comenta do exame Chunin e da luta que teve com Naruto e afirma que mudar o destino dos Hyuugas seria algo possível. Hizashi que estava preso ao jutsu de Possessão Impura finalmente sai do jutsu e desaparece. Os outros finalmente retorna a sua aldeia. Yahiko que ia devolver o urso de pelúcia aos garotos acaba sendo vitimado pela explosão na aldeia, matando outras pessoas, que faz liberar a verdadeira personalidade de Nagato. |                                                |            |
| 441 | "O Retorno" "帰還"                             | 10/12/2015 |
| (Filler) Depois de voltar para Konoha, Sasuke começa a ter aulas com Kakashi para aprender o Chidori e Naruto aprender sobre o domínio básico do Rasengan e aprender a controlar o fluxo do chacra do Kurama de nove caudas. Jiraiya descobre que para prolongar sua vida, Orochimaru usa outros corpos para seu próprio proveito. |                                                |            |
| 442 | "O Caminho Mútuo" "互いの道"                   | 17/12/2015 |
| (Filler) Sasuke desenvolve uma rivalidade com Naruto que faz ambos se enfrentarem, mas são parados por Minato. Depois cada um treina para um lado, Sasuke com Shisui e Naruto com Jiraiya e três anos se passam. Danzou conversa com Orochimaru a possibilidade de conseguir um novo corpo. Sasuke agora retorna para sua aldeia e agora anseia ter que acertar contas com Naruto. |                                                |            |
| 443 | "A diferença de poder" "力の差"                | 24/12/2015 |
| (Filler) Depois de voltar a sua aldeia, após ser promovido a alta patente, Sasuke age de forma implacável. Naruto volta a sua aldeia, mas descobre das leis rígidas impostas por Sasuke. Parte do bando de Sasuke tentam oprimir uma velha comerciante, mas é impedido por Naruto. Sasuke chega e Sasuke e Naruto se enfrentam, mas são impedidos por Danzou. Parte do grupo de Sasuke vão a residência de Naruto em que oprime Kushina, mas estes são parados por Naruto. Eles depois são presos e Sasuke é deposto de seu posto por Fugaku. Ele depois vai atrás de Danzou para buscar por poder e Danzou recomenda Orochimaru. Sasuke já se prepara para deixar sua aldeia. Ele encontra Kotetsu Hagane e Izumo Kamizuki na vigilância, em que depois os deixa inconsciente e vai embora. |                                                |            |
| 444 | "O ninja renegado" "抜け里"                    | 14/1/2016  |
| (Filler) Depois de passar por Kotetsu e Izumo, Kakashi fica no caminho de Sasuke, mas ele simplesmente lança um genjutsu e vai embora. No hospital, Minato e Hiruzen sabe do ocorrido e começa a formar um grupo para buscar Sasuke. Sakura ouve tudo. Seus colegas são reunidos e já sabem do que aconteceu. Shikamaru e Naruto vão atrás de Sasuke, mas são parados por um grupo ninja Anbu comandados por Danzou. Neji, Lee e Ten Ten aparecem para dar suporte, mas o fluxo da luta não muda. |                                                |            |
| 445 | "Os perseguidores" "追手"                      | 21/1/2016  |
| (Filler) Naruto consegue desmascarar o Anbu e se revela como Anko Mitarashi e Shikamaru ordena retirada. Lee fica para enfrentar um dos Anbu, que é Gekkou Hayate mascarado. Depois Ten Ten a Yuugao Uzuki mascarada, restando Neji, Shikamaru e Naruto para alcançar Sasuke, mas teria de lidar com Anko e outro Anbu mascarado. Deidara caça ninjas da areia no intuito de conseguir recompensa. Deidara, Hidan, os dois Zetus e Sasori Hiruko se reúnem e revelam serem os responsáveis por fazer Deidara jogar sua bomba e destruir uma aldeia inteira que causou a morte de Yahiko. Sasori Hiruko se revela para Konan e Nagato e mostra a kunai de Minato sendo o responsável por destruir uma aldeia por completo. |                                                |            |
| 446 | "O conflito" "衝突"                            | 28/1/2016  |
| (Filler) Neji fica para enfrentar Anko e Shikamaru fica para enfrentar Sai mascarado, o último Anbu. Naruto foi seguir Sasuke, mas acaba sendo detido por Tenzou mascarado, mas ao Naruto fazer manifestar o manto da raposa até a sexta cauda, acaba sendo demais para Tenzou. Naruto alcança Sasuke e vê que Orochimaru concede a marca da maldição, que faz Sasuke conseguir um grande poder. A luta entre os dois foi bem parecida que a do Naruto clássico da época infantil. Quando Rasengan e Chidori se colidem, Itachi fica no caminho dos dois, se matando e o embate entre os dois termina igual ao Naruto clássico. |                                                |            |
| 447 | "A Outra Lua" "もう一つの月"                   | 4/2/2016   |
| (Filler) Neji, Shikamaru, Ten Ten e Lee voltam do confronto dos Anbus e encontram Naruto inconsciente depois do confronto de Sasuke e voltam para sua aldeia. Logo na sua aldeia, Yahiko Pain se infiltra e os coloca em um domo de pedra. Depois de Naruto chegar em sua aldeia, veem uma cratera e lá em cima veem um domo onde as pessoas de sua aldeia estão, mas são abordados por Sakura, que nada aconteceu a ela porque estava em missão e ajuda Naruto a se recuperar devido a luta que teve com Sasuke. Depois uma mulher aparece e faz uma invocação de Pains. Naruto os confronta usando Senjutsu, assim como na saga Pain e os vence em seguida, até ser imobilizado pelo Yahiko Pain. Hinata, que também estava em missão aparece para ajudar Naruto, assim como na saga Pain e também é colocada fora de combate e Naruto mostra sua fúria e manifesta o chacra da nove caudas até a sexta cauda e o combate se desenrola, assim como aconteceu na saga Pain. |                                                |            |
| 448 | "Companheiro" "仲間"                           | 11/2/2016  |
| (Filler) Depois de manifestar sua fúria, Naruto é preso em outro domo, mas Kushina acalma Naruto. Depois, ela explica que parte do chacra do Kurama foi passada pra ela e com socos de mão, ela passa parte do chacra a Naruto que o faz entrar no modo chacra e derrota Yahiko Pain e usa um dos receptores de chacra para rastrear o esconderijo de Pain. Depois ele vê Konan e Nagato e explica a situação, Naruto explica que sua gente de Konoha não foi responsável pelo que aconteceu, muito menos pela morte de Yahiko. Depois, Naruto mostra seu verdadeiro caráter, que faz Nagato ver Yahiko em Naruto e desfaz o jutsu que prendia as pessoas de Konoha, sendo a custa de sua vida e como também, se desfaz a árvore de papel criada por Konan. Sasuke já elimina Orochimaru, mas acaba ficando inconsciente por Sasori Hiruko. Ele explica que Itachi se matou no embate entre ele e Naruto, mas Naruto sobrevive e ele jura destruir Konoha e mostra também seu Mangekyou Sharingan. |                                                |            |
| 449 | "Aliança Shinobi Lado a Lado" "忍連の共演"     | 18/2/2016  |
| (Filler) Depois de saber que Orochimaru foi derrotado por Sasuke, ele depois se une a Akatsuki e recebem a missão de buscar Sasuke e Tsunade assume o posto de Hokage enquanto Minato e Hiruzen vão as outras vilas para conseguir um acordo nas outras aldeias para confrontar a Akatsuki. O pessoal de Konoha está cara a cara com a Akatsuki e os outros se dispersam. Sasuke se une na luta para confrontar Sasori Hiruko, último membro e líder da Akatsuki até lançar suas marionetes, mas as outras aldeias se une a Naruto. Naruto, Sakura e Sasuke fazem Sasori revelar sua verdadeira forma. Ele depois traz o Sandaime Kazekage, Yondaime Raikage, Mei Terumi e Onoki na forma de marionetes. Sakura já adquire o Byakugou. Itachi que aparentemente tinha morrido se junta na luta. Jiraiya aparece e traz Nagato, que sobrevive e Konan, que se une na luta dando fim nas marionetes de Sasori. Depois ele traz mais marionetes, mas as outras vilas consegue dar contas das marionetes anteriores, para dar conta de outras e Naruto e Sasuke dão fim ao último Akatsuki Sasori. Embora tenha terminado, a rivalidade de Naruto e Sasuke ainda não terminou. |                                                |            |
| 450 | "Rival" "好敵手"                               | 25/2/2016  |
| (Filler) Sasuke e Naruto se confrontam e Sasuke relembra dos dias de sua infância até hoje. Naruto o confronta usando Kage Bushin, mas Sasuke se torna implacável usando o Susanoo. Naruto forma um pacto com Kurama e faz Naruto entra no modo Bijuu. Susanoo e o modo Bijuu se colidem, até ambos socarem a si próprios, mas sem forças e Sasuke reconhece a derrota e a história termina igual a história de Bolt. Kato Dan acorda a Tsunade na reunião dos Kages como Dan como Hokage, mas tudo não passou de um sonho em que Tsunade estava presa na Arvore Divina criada por Madara. |                                                |            |
| 451 | "Nascimento e Morte" "生まれる命、死ぬ命"      | 3/3/2016   |
| (Omake) Os outros pegos pelo jutsu de Madara, cada um parece ter seu respectivo sonho, qual se torna ser incapaz de se libertar, exceto os Hokages reencarnados por Orochimaru. Enquanto o Time 7 tenta libertar a Força Aliada Shinobi do jutsu do Madara, dentro do Susanoo Sasuke lembra do que Itachi o contou pouco antes do jutsu de Kabuto ser desfeito, como parte de sua época infantil em que presenciou uma guerra, do dia do nascimento de Sasuke e quando estava cuidando dele e presenciar o ataque de Kurama depois que foi extraída de Kushina por Obito e quando conheceu Orochimaru. |                                                |            |
| 452 | "O Gênio" "異才"                               | 10/3/2016  |
| (Omake) Depois do ataque do Kurama liderado por Obito mascarado, ele depois é selado, parte no Minato e outra em Naruto. Os outros já estão de luto devido ao ataque do Kurama em Konoha. Itachi já consegue fazer amigos, como também tem uma amizade com Shisui. Mesmo estando em algum outro lugar, já consegue fazer Kage Bushins, como também poder lidar com valentões e aprende com o pai a técnica Estilo Fogo:Jutsu Grande Bola de Fogo. Este depois é reconhecido e depois feito um genin para ir a missões de baixo nível. Ele também tem tido a responsabilidade de cuidar de Sasuke quando ainda era um recém-nascido. |                                                |            |
| 453 | "Dor da Vida" "命の痛み"                       | 17/3/2016  |
| (Omake) Itachi vai em missão na vila dos gatos em que ele tem que pegar um gato ninja e tirar seus bigodes. Itachi também desperta seu Sharingan depois de ter seu companheiro morto por um mascarado da Akatsuki. |                                                |            |
| 454 | "O Pedido de Shisui" "シスイの依頼"            | 24/3/2016  |
| (Omake) Itachi vai em missão com Shisui em que protege um Anbu de outros Anbus sob ordens de Danzou. Em uma passagem do anime mostra Itachi como um Anbu sob ordens de Hiruzen. |                                                |            |
| 455 | "Noite de lua cheia" "月夜"                    | 7/4/2016   |
| (Omake) Itachi tem um curto diálogo com Shisui e entrega seu Sharingan a Itachi e se joga no rio Nakano. Itachi descobre que seu pai adquiriu o Mangekyou Sharingan, assim como Itachi adquiriu ao ver Shisui morrer e fala do que aconteceria se usasse seu Mangekyou Sharingan no Jinchuuriki Naruto. Itachi recebe a missão de chacinar os Uchihas, exceto Sasuke para evitar o golpe de estado com ajuda de Obito/Tobi. Depois de Itachi matar seus pais, ele depois fica em prantos e foi relatar a Hiruzen e depois começa a entrar na Akatsuki. Depois de entrar na Akatsuki, Itachi já começa a realizar suas missões. |                                                |            |
| 456 | "A escuridão da Akatsuki" "暁の闇"             | 14/4/2016  |
| (Omake) Itachi e seu parceiro Juzo vão em missão no País da Névoa em que tem de capturar o Yondaime Mizukage Yagura. Itachi desperta os verdadeiros poderes do Mangekyou Sharingan sendo àquele capaz de criar o Amaterazu, as chamas negras intensas, mas seu companheiro pagou com a vida. Depois, Yahiko Pain designa Hoshigaki Kisame para ser parceiro de Itachi. |                                                |            |
| 457 | "Parceiro" "相棒"                              | 21/4/2016  |
| (Omake) Itachi, Kisame e Sasori Hiruko vão recrutar Deidara para eliminar Orochimaru. Depois de chegar a aldeia da areia, começa um confronto de Sandaime Kazekage, marionete e Reencarnação Impura, mas o Edo Kazekage desperta e desfaz o jutsu, que dá a Deidara e Sasori Hiruko a chance para pegar Orochimaru, mas seu real corpo não foi encontrado. Itachi, Kakuzu e Konan vão atrás de Hidan para eliminá-lo. Kakuzu e Hidan se confrontam, mas o confronto estava por igual. Itachi interrompe a luta e decide que Hidan já é da Akatsuki. Depois de saber da morte do Sandaime Hokage Hiruzen, Itachi vai em missão com Kisame para capturar o Jinchuuriki Naruto. |                                                |            |
| 458 | "A verdade" "真"                               | 28/4/2016  |
| A história se passa depois que Itachi e Kisame vão para Konoha em que Itachi confronta Sasuke no anime clássico, depois o confronta na fase Shippuuden em que Sasuke derrota Itachi e depois quando Itachi termina de mostrar parte de sua história depois do jutsu Edo Tensei ser desfeito. Sasuke já desfaz o Susanoo. Madara tenta colocar o time 7 no Mundo de Sonho que ele próprio criou, mas Zetsu negro o apunhala e revela que fez isso no intuito de reviver sua mãe Kaguya Otsutsuki. As outras pessoas presas no jutsu, estariam destinadas a se tornarem Zetsu branco. O corpo de Madara pega Naruto e Sasuke com seu cabelo. O corpo de Madara foi todo possuído e em seu lugar aparece Kaguya. |                                                |            |